# 葛然朗巴·平措汪杰
葛然朗巴·平措汪杰（藏語：ཕུན་ཚོགས་དབང་རྒྱལ།，威利转写：phun tshogs dbang rgyal，藏语拼音：Püncog Wanggyai；1922年1月2日—2014年3月30日），简称平措汪杰、平汪，汉名闵志成，西康巴塘人，藏族学者，藏区共产主义运动先驱。1943年，组建西藏共产党。1949年9月，加入中国共产党。曾任全国人大常委、全国人大民委副主任委员。

## 生平
1922年1月2日，平措汪傑出生于康区的巴塘，是家里的长子，有五位弟妹。1926年，四歲時到當地寺院與叔叔同住，雖然沒有正式受戒但是剃了頭。七歲時叔叔去世，沒有親戚可以照顧的平措汪傑被送進了巴塘的學校。1932年，格桑澤仁到巴塘建立中國國民黨分部，並打算推翻當地的軍閥劉文輝，將巴塘的統治權還政於藏民。但劉文輝很快從康定率重兵前來收復巴塘，格桑澤仁無力回天、兵敗潰逃，而劉文輝控制巴塘後旋即將起義的民兵將領斬首，此事對年輕的平措汪傑影響深遠，於其心內埋下了日後痛恨國民黨、向往共产主义的種子。
1935年，具國民黨籍、於蒙藏委員會工作的舅舅洛桑頓珠從南京歸鄉，其人亦有起義推動康巴自治之心，但他不久即被駐軍司令傅德銓扣押，後演變成武裝衝突。夏末，紅軍長征路過康區，傅德銓希望和洛桑頓珠停戰，一起追擊紅軍，洛桑頓珠發覺自己無法抵抗便決定返回內地。舅舅離開時，平措汪傑懇求舅舅帶他到南京上學。平措汪傑和舅舅一行人騎馬扮作商人到康定，又轉乘船到重慶，短暫待了兩星期後啟程到南京。在南京，平汪補習中文還有其他課業，進入中央政治学校蒙藏学校預備班。
1937年，八·一三淞滬會戰爆发後，学校经安徽九华山后，再迁至湖南芷江。一些年长的学生抱怨學校挪用了原本拨给学生的款项，说大多数高官都只想捞钱，政府内部的腐败日益猖獗。由于这次对生活条件的抗议，中央政府派专员前来调查，并做出相应调整，這是平汪第一次參與學生運動。這是平汪在巴塘的朋友達瓦也到蒙藏學校來讀書，他很快說服平汪一起去當飛行員，他們坐火車到長沙試圖見張治中，他的秘書寫介紹信給毛邦初和周至柔推薦他們到中央航空學校學習。格桑澤仁到武漢開會，他否決了平汪和達瓦的想法，回到學校後撰写见闻《武汉之行》，发表于《芷江日报》。學校先是轉移到貴陽，1938年末，学校再迁至重庆。平汪的班主任王曉雄特別關照他，給他找來斯大林的《論民族問題》和列宁的《论民族自决权》讀，給他很大的觸動。1939年，平汪和達瓦、根曲扎西、昂旺格桑、喜饶、马甲顿珠等同学在蒙藏学校秘密组建“藏族共产主义革命运动小组”，平汪任书记。通过八路军驻重庆办事处秘密联系，还以该小组的名义，向斯大林、毛泽东致信。平汪还将《国际歌》《义勇军进行曲》《游击队之歌》翻译成藏文。1940年，學校內的國民黨書記盯上了藏人學生的組織，蔣介石也來勸說希望解散小組，平汪不願意解散於是被学校开除。離開學校後，平汪在舅舅家暫住，平汪和阿旺跟喜饒一起到蘇聯大使館見到了費德林，之後又在同學的介紹下認識了叶剑英，他們也資助了平汪一大筆經費用來購書。1941年6月，德國進攻蘇聯，這讓本來計劃到蘇聯留學的平汪喪失了機會，他決定回到康區建立共產黨。
1942年初，在去德格的路上途經康定，在這裡他组织成立“星火社”，社員有昂旺、刀登、佔堆、曾曲扎等。平汪回到康區後在德格教書，並吸收年輕人加入革命，並結識了當地的貴族夏克刀登。不久，這個組織又被国民党察觉，平汪和刀登前往昌都，并与昌都总督宇妥·扎西顿珠交流。1943年，平汪和刀登前往拉萨，并组建雪域共产主义青年同盟，将“争取民族解放、实行民主改革”定为当前活动的主要任务。雪域共产主义青年同盟后被称作西藏共产党。与此同时，雪域共产主义青年同盟联系和团结一些具有民族民主思想的上层贵族青年知识界人士，成立外围组织博巴民族统一解放同盟。他们试图通过索康·旺钦格勒噶伦，说服噶厦政府进行改革，未果。一些马列著作被运至拉萨，平汪等人将《义勇军进行曲》《游击队之歌》《到敌人后方去》《延安颂》《黄河颂》《黄水谣》《在太行山上》《青年颂》等歌曲翻译成藏文，并重译了《国际歌》。1944年，平措汪杰和昂旺格桑到印度，秘密与印度共产党取得了联系。平措汪杰会见了著名医生、印共噶伦堡负责人觉底士，在加尔各答会见了印共中央代表、印共加尔各答支部负责人乔蒂·巴苏。平措汪杰在加尔各答期间，印共方面怕平措汪杰被英方发觉，安排他隐居。1944－1948年，与印共一直保持着联系，并委派图旺到印度作为与印共的联系人，期间，还会见过印共总书记普兰·钱德·约希，并结识了《西藏鏡報》主编塔欽。平汪告訴塔欽在康區組織游擊隊的計劃，塔欽表示支持，但是平汪把《西藏鏡報》移到拉薩出版以協助宣傳的建議被拒。平汪透過塔欽向英國尋求軍事援助無果，英國反將其電報轉交噶厦。平措汪杰通过印共协助，计划前往苏联，没有成功，便返回西藏。平措汪杰和昂旺格桑回到西藏后，在拉萨、昌都、巴塘等地活动。特别在巴塘知识青年中积极开展活动。
1945年，平汪来到云南德钦，组建“东藏人民自治同盟”。平措汪杰与昂旺格桑分别去重庆，试图与中共负责人周恩来等人联系，以争取指导援助。但此时周恩来等人已经前往南京。1946年，平措汪杰等人以东藏人民自治同盟为核心，准备在阿墩子建立基地，并把武器运往国统区前夕，领导人之一的恭布次仁（海正涛）被国民党暴徒杀害。平措汪杰、昂旺格桑、益西曲批等人死里逃生、幸免于难。平措汪杰和昂旺格桑作为起义的两个主要组织者，被国民党当局以"共党分子"正式下令四处张贴告示通缉。1947年，平汪又来到昌都，总督宇妥·扎西顿珠资助其前往拉萨。1949年7月，平措汪杰和刀登因涉嫌"中共秘密工作人员"，被西藏噶厦政府驱逐出境。他被武装押送经亚东出藏，平汪对宣读噶厦政府驱逐令的两位僧俗官员正告说“拉萨是我们全体藏人的拉萨，不只是你们僧俗贵族的拉萨，你们今天可以强令我们离开，明天我们还会回来的……”。
1949年9月，平措汪杰等人绕道印度加尔各答到达昆明，与欧根为首的中共滇西北地下党取得联系。滇西北地下党组织听取了平措汪杰的活动情况陈述后，请他办理入党手续。承认平措汪杰的党籍的同时，他领导下的其他藏族共产党员一律转为中共正式党员，但党龄需待建国后请由中央决定。从此，西藏共產黨事实上併入中國共產黨。平汪返回巴塘，组建"中共康藏边地工作委员会"、"东藏民主青年同盟"，平汪担任书记。
1950年，平汪被任命为进藏南路部队党委副书记、民运部部长。10月，解放军攻占昌都，平汪任新成立的“中共昌都分工委”副主任。1951年4月，平汪陪同阿沛·阿旺晋美抵达北京，并列席了北京和噶厦政府的谈判，期间担任翻译工作。5月23日，《十七条协议》签定。返回昌都后，平汪任先遣部队党委委员，9月9日，先遣部队进入拉萨，平汪被部分藏人称为“引红汉人进藏”的“红藏人”。在此后成立的中共西藏工委的八位委员中，平汪是唯一的藏族。1952年，成立编审委员会，平汪任主任。1953年，平汪陪同西藏佛教代表团赴京，此后留在了北京，担任中央民委政法司副司长、兼任民族出版社副总编辑等职。1954年，毛泽东接见达赖喇嘛、班禅喇嘛，平汪担任翻译。9月，当选第一届全国人大代表，并担任《宪法》藏文翻译组组长。1955年，平汪主动要求进入中央党校学习马列主義。1956年，陈毅率中央代表团进藏，平汪任特别顾问，并担任翻译工作。西藏自治区筹备委员会成立后，平汪任筹委会委员、副秘书长，并任中共西藏工委委员、筹委会办公厅党组书记、西藏工委统战部副部长等职。
1957年，德格·格桑旺堆在中央民委西藏小组提出把德格划到昌都。次年，平汪被调离西藏，人大代表的职务也被免去，由於《西藏鏡報》出版了他1940年代改寫的《游击队之歌》歌詞，呼籲藏人向漢人復仇，他被认为“有地方民族主义思想”，除了德格划分问题，他进藏托运的列宁《论民族自决权》也被认为是其过错。1959年西藏发生騷亂。第二年，平汪以“反革命嫌疑”罪入狱，关押于秦城监狱的单人牢房，并受到酷刑审讯。在狱中他研读马克思、列宁、毛泽东、黑格尔等人的著作，并用稻草、铁丝作为笔，用省下来的手纸作为稿纸，来撰写文字。由于长期隔绝，他的口语能力退化。期间，平汪的父亲、妻子被迫害致死，其长子被关押六年。另外，他组建的“中共康藏边地工委”和“东藏民主青年同盟”被定为反革命组织，其中六人被迫害致死。
1978年4月，56岁的平汪获释出狱，但其手稿等未能带出。后经平汪要求重审，终于获得平反。1980年，在北京中南海受到胡耀邦接见。同年，平汪撰写的《对修改宪法有关民族部分的几点意见》、《平汪与旅外藏胞回国代表的谈话纪要》，引起关于民族问题原则的争论。1986年，平汪与茨丹央珍结婚。平汪历任第五、六、七届全国人大常委会委员、全國人大民族委員會副主任委员，第八届全国人大民委顾问。1990年，平汪的哲学著作《辩证法新探》出版。1994年，其第二部哲学著作《月球存有液态》出版。1997年，平汪主编的《中国民族自治州投资指南》、《中国民族法制论文集》出版。1998年，江泽民在北戴河接见了平汪夫妇。2004年以来，平汪数次致信胡锦涛，建议中央与达赖喇嘛进行和谈，以解决西藏问题。
2014年3月30日，他在北京醫院去世，享壽92歲。

## 回憶錄
平措旺傑在自傳中回憶道：1954年第十四世達賴喇嘛和第十世班禪喇嘛訪問北京期間，毛澤東曾親自到達賴喇嘛住地拜訪。有一次，毛澤東特地問到，西藏是否有自己的國旗（National Flag）。毛澤東說，以後應該讓中國的自治區都能夠打出自己的國旗，西藏打出西藏的國旗，內蒙打出內蒙的國旗。平措旺傑並表示：陳毅元帥“在一次黨內的高干座談會上講話時說︰ 應該向中央建議，將拉薩作為首府，以西藏自治區為主，並把被分割在鄰省的川、康、滇、甘、青的所有東部藏區，建立一個統一的藏族自治區，這既照顧了藏人的普遍心願，對藏族發展有利，又對漢、藏的親密團結、國家的統一和鞏固都有極大好處。” 這是后來西藏問題中“大西藏自治區”的最早出處。中央有了達賴喇嘛方面的合作，就可以考慮把所有藏人生活的藏地，包括川青甘滇的藏區都統一到西藏自治區。

## 腳註
1. ↑  梅·戈尔斯坦（2011年），第7-14页
2. ↑  梅·戈尔斯坦（2011年），第17-21页
3. ↑  梅·戈尔斯坦（2011年），第22-37页
4. ↑  梅·戈尔斯坦（2011年），第42-48页
5. ↑   平措汪杰. .
6. ↑  Melvyn C. Goldstein（2004年），第86页
7. ↑  Dagmar Bernstorff（2003年）
8. ↑  Melvyn C. Goldstein; Dawei Sherap; William R. Siebenschuh. .   [2008-06-21]. （原始内容存档于2008-05-31）.
9. ↑  Melvyn C. Goldstein（2004年），第251–253页
10. ↑  对修改宪法有关民族部分的几点意见 的存檔，存档日期2007-08-24.
11. ↑  应达赖喇嘛派来的代表团要求我与他们谈话纪要 的存檔，存档日期2007-11-04.
12. ↑  写给胡锦涛的信，2004年 的存檔，存档日期2008-03-21.、谈话后的信，2005年 的存檔，存档日期2007-11-04.、资深藏族学者平汪据报上书胡锦涛 （页面存档备份，存于）、平措汪杰：谈彻底解决西藏问题的必要性 的存檔，存档日期2008-02-08.
13. ↑  .   [2014-03-30]. （原始内容存档于2014-08-24）.
14. ↑  .   [2015-03-22]. （原始内容存档于2015-04-02）.